# Fraktur

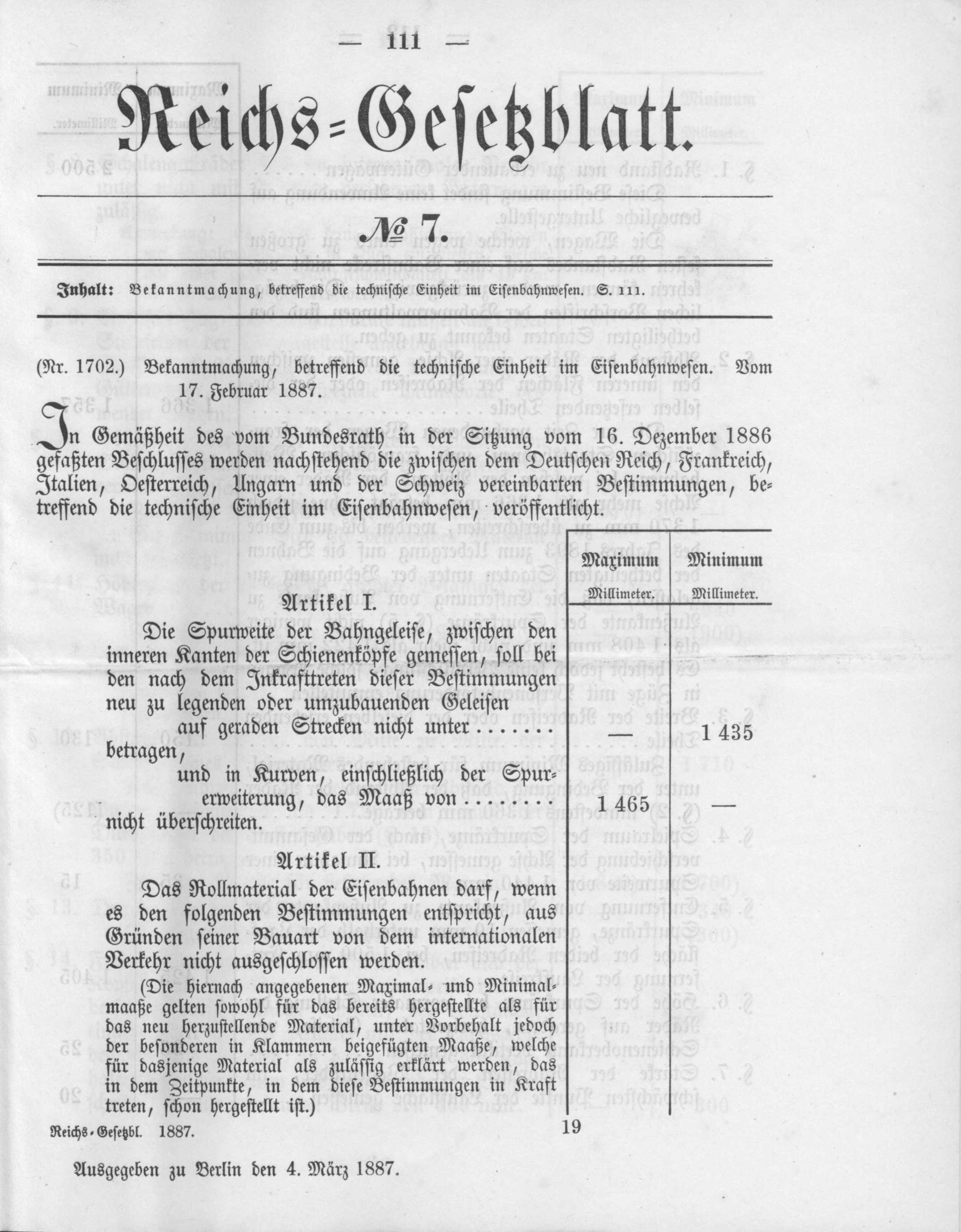
Voorbeeld van het gebruik van de Fraktur-letter

De Fraktur is een drukletter die tot de groep van de gotische drukletters behoort. Soms worden beide begrippen aan elkaar gelijkgesteld; dan noemt men alle gotische letters "Fraktur". De letters van het Fraktur lijken gebroken, vandaar de naam; bovendien zijn ze hoog en smal. 
Deze drukletter werd kort na Gutenbergs uitvinding van de boekdrukkunst in gebruik genomen. De gebruikte lettertypen vielen uiteen in twee groepen, die elk ook zelf twee subgroepen kenden:
1. Antiqua-typen
  1. romein (onze rechtopstaande drukletter)
  2. cursief (onze schuine letter, waarbij wel de vorm iets afwijkt van de romein
2. gotische typen
  1. Schwabacher
  2. Fraktur.

De Fraktur kreeg zijn definitieve vorm rond 1520 en verdrong de Schwabacher. De Fraktur bleef eeuwenlang de meest gebruikte drukletter, maar werd in de meeste landen allengs vervangen door Antiqua-typen. In Duitsland bleef het type de norm tot 1941; toen werd het door Hitler verboden, waarschijnlijk omdat het gebruik van de Antiqua een internationale propagandaverspreiding mogelijk maakte. Sinds het begin van de 20e eeuw was men in Duitsland al meer en meer gebruik gaan maken van de Antiqua, omdat er geen schrijfmachines waren met Fraktur-letters. Voor zetmachines als die van Linotype werden echter nog wel Frakturtypen ontwikkeld.
In Denemarken werd de Fraktur ook nog veel gebruikt in de 19e eeuw, maar omstreeks 1900 werd ze volkomen verdrongen door de Antiqua.

## Voorbeelden

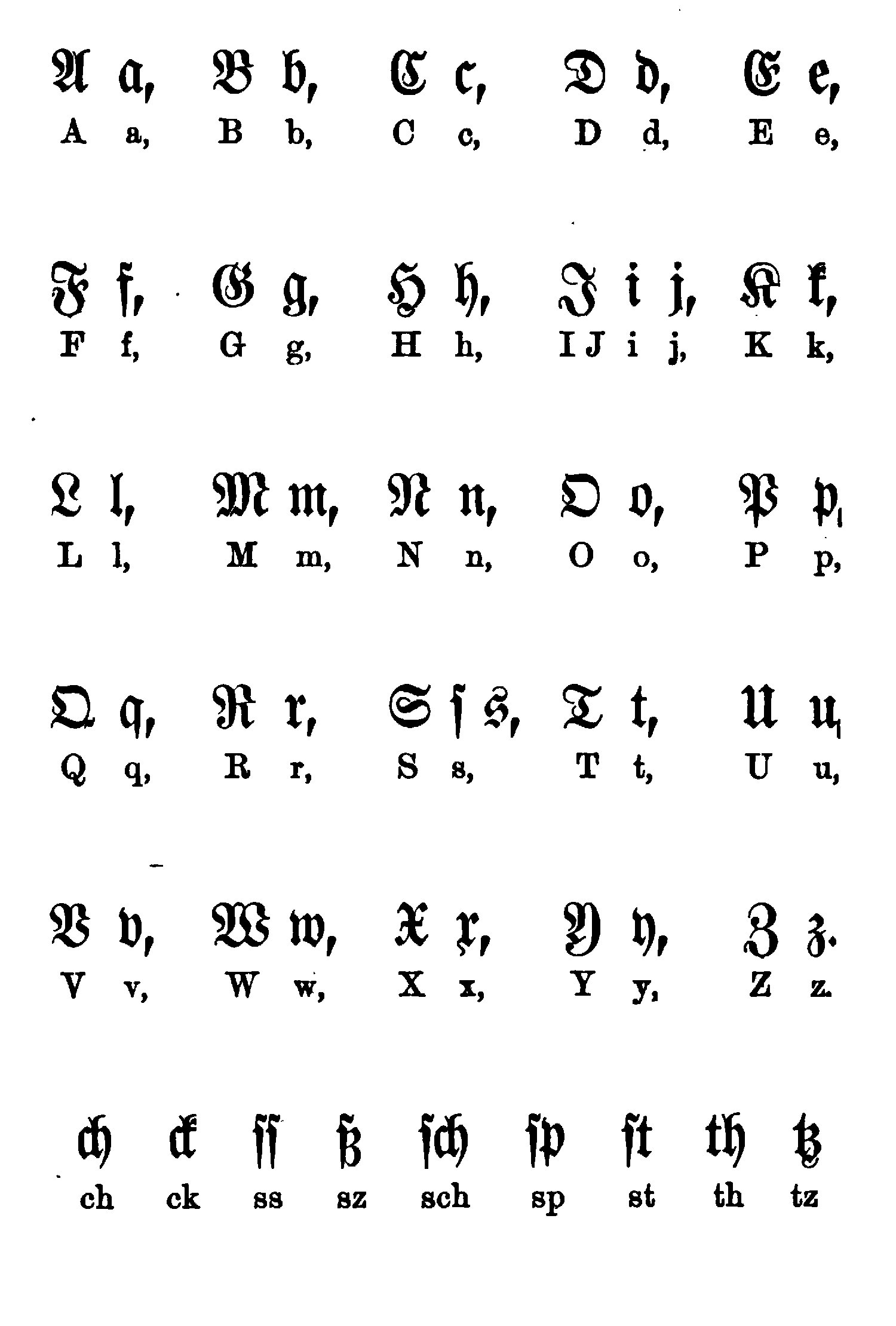
De volledige set. Let onder andere op de korte en lange s, het kleine verschil tussen de A en de U, de B en de V, de C en de S, de f en de lange s, de k en de t en de M en de W, de ligaturen (waaronder sz) en op het feit dat er geen verschil is tussen de hoofdletters I en J.